# Battaglia di Bita Paka
La battaglia di Bita Paka venne combattuta l'11 settembre 1914 a sud di Kabakaul, sull'isola della Nuova Britannia, nell'ambito dell'invasione e della conseguente occupazione della Nuova Guinea tedesca da parte dell'Australian Naval and Military Expeditionary Force (AN&MEF) poco dopo lo scoppio della prima guerra mondiale. Similarmente alle operazioni neozelandesi contro le Samoa tedesche nell'agosto dello stesso anno, il principale obiettivo dell'azione fu una stazione radio strategicamente importante utilizzata dallo Squadrone dell'Asia orientale e che gli australiani credevano localizzata nell'area. La potente marina militare germanica minacciava gli interessi britannici e la sua eliminazione era la principale priorità dei governi britannico e australiano durante la guerra.
Gli australiani sbarcarono senza incontrare alcuna resistenza, dopodiché una forza mista di riservisti tedeschi e poliziotti melanesiani solo parzialmente addestrati opposero una forte resistenza e costrinsero gli invasori a combattere nella loro marcia verso l'obiettivo. Dopo un giorno di combattimenti, da entrambe le parti si ebbero morti e feriti. Le forze australiane catturarono la stazione radio di Bita Paka e tale battaglia rappresentò il primo scontro significativo degli australiani durante la Grande Guerra, nonché l'unica battaglia di una certa importante di tutta la campagna. Le forze tedesche rimaste nell'allora Neupommern si rifugiarono nell'entroterra a Toma. A seguito di un breve assedio la guarnigione tedesca del posto capitolò, arrendendosi alle forze australiane che avevano invaso l'isola.